# ЛОФТ1890
Жигулёвские пивны́е склады́, после реставрации получили также бренд ЛОФТ1890 — единственное сохранившееся здание комплекса складов Жигулёвского пивоваренного завода в Волгограде. Построено в 1890 году. Охраняется как памятник архитектуры регионального значения. После реставрации стал единственным примером лофта в Волгограде.

## История
Одноэтажное здание конторы пивных складов Жигулевского пивоваренного завода было построено в 1890 году как часть складского комплекса, состоявшего из 11 отдельных зданий. Помещения первого этажа использовались непосредственно для конторских нужд, в подвале здания было расположено холодильное помещение для хранения пива. В настоящее время, это единственное сохранившееся здание складского комплекса.
После революции 1917 года здание несколько раз меняло своё назначение. В 1930-х годах в подвале размещался продовольственно-вещевой склад сталинградского Спецторга НКВД. Во время Сталинградской битвы здание было сильно повреждено. После этого, в 1943 году, склад передали тресту «Сталинградсантехстрой», а в 1946 году начаты работы по реконструкции и восстановлению. Проект реконструкции был выполнен архитектором проектной конторы «Главсталинградстрой» А. П. Кочетковым. В 1961 году «Сталинградсантехстрой» был переименован в трест «Южсантехмонтаж». В 1990-х годах собственником здания стало ООО «Интер-Нова».

## Реставрация
В 2013—2016 годах собственник здания провёл реставрацию здания. В ходе работ использовались оригинальные строительные материалы относящиеся к периоду первоначального возведения здания. Например, кирпичи производства второй половины XIX века приобретались в различных регионах страны, а для реконструкции деревянных элементов были использованы аутентичные вековые доски, собранные по всему нижневолжскому региону. Применялись технологии щадящей очистки исторических кирпичных фасадов с сохранением открытой кладки.
В процессе реставрационных работ оконным проемам здания был возвращён первоначальный вид классической для царицынской архитектуры формы — с лычковой перемычкой и шестидольной расстекловкой. Обнаруженные во время гидроизоляционных работ фрагменты цементной плитки, которой был отделан пол первого этажа при строительстве здания в 1890 году, позволили восстановить поверхность пола первого этажа в прежнем виде — по найденным образцам аутентичную плитку специально изготовили в Санкт-Петербурге.
После завершения реставрационных работ в историческом здании конторы Жигулевских пивных складов был сформирован многофункциональный креативный кластер с офисами, творческими мастерскими, дизайн-студиями, кафе, винным и пивным барами. Помещения используются для проведения культурных и деловых мероприятий: выставок, презентаций, кинопоказов, конференций и спектаклей. Само здание получило новое имя — ЛОФТ1890.
По мнению экспертов, реставрация бывшей конторы Жигулевских пивных складов в Царицыне и проект ЛОФТ1890 стали удачным примером редевелопмента исторического здания. Проект реставрации получил премию «Феникс» Агентства по управлению и использованию памятников истории и культуры за 2017 год в номинации «За лучшее приспособление промышленного объекта».